# Уряд Маріо Драґі
Уряд Маріо Драґі (італ. Governo Draghi) — 67-й уряд Італійської Республіки, що діяв із 13 лютого 2021 до 22 жовтня 2022 року під головуванням Маріо Драґі.

## Загальні відомості
Третій уряд, сформований парламентом XVIII скликання, змінив другий уряд Джузеппе Конте, який пішов у відставку 26 січня 2021 через розвал керівної коаліції. Уряд розпався у липні 2022 року внаслідок урядової кризи, було призначено позачергові вибори на 25 вересня 2022 року.

## Формування
26 січня 2021 року прем'єр-міністр Джузеппе Конте подав у відставку після виходу з урядової коаліції партії Italia Viva, але при цьому парламентські фракції Демократичної партії, Рухи п'яти зірок та «Вільні та рівні» висловлювали готовність підтримати формування третього уряду Конте.
3 лютого 2021 року після завершення міжпартійних консультацій президент Італії Серджо Матарелла доручив формування нового уряду Маріо Драґі.
12 лютого Драґі представив главі держави список кабінету у складі 23 міністрів, у тому числі 8 безпартійних технократів та 15 представників політичних партій, які склали широку коаліцію за участю як лівих, так і правих політичних сил.
13 лютого міністри уряду склали присягу. Зважаючи на епідемію COVID-19, церемонія виявилася однією з найкоротших в історії Італії, була організована без традиційних рукостискань, а для спільного фото члени кабінету вишикувалися з дотриманням необхідної соціальної дистанції.
17 лютого 2021 року уряд отримав вотум довіри в Сенаті — 262 голоси «за», 40 — «проти», двоє утрималися. В опозиції до нового кабінету опинилися всі 19 сенаторів від правої партії «Брати Італії», а також 15 «дисидентів» з Руху п'яти зірок (ще 8 сенаторів від Р5З були відсутні на засіданні і не брали участі в голосуванні).
18 лютого кабінет впевнено отримав вотум довіри в Палаті депутатів (535 голосів «за», 56 — «проти», п'ять депутатів утрималися), показавши четвертий результат за рівнем підтримки в історії (рекорд поставив уряд Монті у 2011 році — 565 голосів). Відмовили Драґі у довірі 31 депутат «Братів Італії» та 16 бунтівних депутатів Руху п'яти зірок (ще 14 депутатів Р5З не брали участі у голосуванні). Єдиний член Ліги Півночі, який проголосував проти уряду — Джанлука Вінчі — на знак протесту перейшов до фракції «Братів Італії». У цей день стало відомо про виключення з фракції Р5З 15 сенаторів, які виступили напередодні проти політики Руху своїм голосуванням проти уряду в Сенаті.

## Зміни у складі
26 серпня 2021 року пішов у відставку молодший статс-секретар Міністерства економіки, представник Ліги Клаудіо Дурігон (4 серпня він запропонував увіковічити пам'ять Арнальдо Муссоліні, брата Беніто Муссоліні, перейменувавши на його честь парк імені суддів Фальконі та Борселліно у Латині, чим спровокував гучний скандал)